# سرجو دی جولیو
سرجو دی جولیو (ایتالیایی: Sergio Di Giulio؛ ‏ ۴ آوریل ۱۹۴۵ – ۲۴ ژوئیهٔ ۲۰۱۹) بازیگر، صداپیشه و مدیر دوبلاژ اهل ایتالیا بود.
از فیلم‌ها یا مجموعه‌های تلویزیونی که وی در آن‌ها نقش داشته است، می‌توان به نهار یکشنبه، حوزه استحفاظی، پدر ماتئو و جایی در آفتاب اشاره نمود.